# Şehzade Mehmed Selaheddin
Şehzade Mehmed Selaheddin Efendi (turco ottomano: شہزادہ محمد صلاح الدین; Istanbul, 5 agosto 1861 – Istanbul, 29 aprile 1915) è stato un principe ottomano, figlio maggiore del sultano Murad V e della consorte Reftaridil Kadin.

## Origini
Şehzade Mehmed Selaheddin nacque il 5 agosto 1861 a Istanbul, a Palazzo Dolmabahçe. Suo padre era il principe ottomano Şehzade Murad (Murad V), figlio del sultano Abdülmecid I, e sua madre la sua seconda consorte Reftaridil Hanim.
Alcuni mesi prima della sua nascita Abdülmecid I era morto e sul trono era salito il suo fratellastro minore Abdülaziz, mentre Murad era diventato Valiahd Şehzade (principe ereditario).
La nascita di Selaheddin tecnicamente violava le regole dell'epoca, che proibivano ai principi ottomani di avere figli prima di salire al trono, ma, dal momento che sia Abdülmecid I che Abdülaziz non tenevano in gran conto la cosa, a Murad venne concessa un'eccezione. In seguito, avrà altri quattro figli prima di salire al trono: Şehzade Süleyman e Şehzade Seyfeddin, morti infanti, Hatice Sultan e Fehime Sultan.
Nel 1870 Selaheddin venne circonciso, insieme a Şehzade Selim Süleyman, Şehzade Mehmed Vahdeddinin (Mehmed VI), suoi zii, figli di Abdülmecid I; Şehzade Yusuf Izzeddin, Şehzade Mahmud Celaleddin, figli di Abdülaziz, e Sultanzade Ali Bey, suo cugino, figlio di sua zia Münire Sultan (figlia di Abdülmecid I).
Venne educato al Padiglione Ihlamur da Süleyman Ağa e in seguito mandato al Collegio militare ottomano.

## Confinamento
Nel 1861 Abdülaziz venne deposto e morì pochi giorni dopo in circostanze sospette e Murad divenne sultano col nome di Murad V. Ma dopo 93 giorni venne deposto dal suo fratellastro Abdülhamid II per supposta incapacità mentale e rinchiuso, con tutta la sua famiglia, nel Palazzo di Çırağan.
Selaheddin, di 15 anni, venne prelevato dal Collegio e portato al Palazzo di Çırağan. Lì visse con la madre negli appartamenti al piano terra.

### Incidente Ali Suavi
Il 20 maggio 1878 il ribelle Ali Suavi capitanò un assalto al Palazzo di Çırağan con lo scopo di liberare Murad V e rimetterlo sul trono. La cosa era stata organizzata da alcuni fratellastri di Murad con l'appoggio di altri alleati, tutti contrari al governo di Abdülhamid II: Şehzade Selim Süleyman, Şehzade Ahmed Kemaleddin, Fatma Sultan e Seniha Sultan.
I ribelli riuscirono a fare irruzione e, con l'aiuto di una serva, Tirendaz Kalfa, a far uscire Selaheddin, che fu scortato sulla corazzata Mesudiye, dove era atteso anche Murad per la proclamazione. Tuttavia, Murad non arrivò mai perché nel frattempo la polizia distrettuale di Beşiktaş, guidata dal prefetto Hacı Hasan Pasha, era giunta sul posto e sventato il complotto, uccidendo quasi tutti i ribelli.
Selaheddin fu catturato e riportato al Palazzo di Çırağan, dopodiché Abdülhamid II ordinò che la sicurezza fosse aumentata, installando portoni di ferro e grate alle finestre.

### Vita in reclusione
Durante gli anni di confinamento il famoso medico Rifat Pasha, assegnato a curare i prigionieri di Çırağan, offrì a Selaheddin di insegnarli le basi della medicina. Selaheddin accettò con entusiasmo e da quel momento, ogni volta che Rifat visitava il Palazzo, si fermava a impartire qualche lezione al principe, che prendeva appunti dettagliati che poi studiava attentamente.
Per potersi vedere più spesso, Rifat dichiarò che Salaheddin soffriva di malattie croniche e doveva essere visitato regolarmente.
Selaheddin era anche molto vicino a suo padre, soprattutto dopo la morte di Şevkefza Sultan, madre di Murad. I due passavano molto tempo insieme, a volte parlando del passato, a volte dei possibili futuri, oppure recitandosi a vicenda poesie.
Selaheddin tenne un diario che copre l'intero periodo di confinamento, oggi una fonte molto importante per la biografia di Murad e della sua famiglia.

## Ultimi anni e morte
Selaheddin, così come il resto della famiglia, furono liberati alla morte di Murad nel 1904. Negli ultimi giorni, Salaheddin aveva tentato di curare il padre lui stesso, ma invano.
Una volta libero, Selaheddin si stabilì, con le sue mogli e figli, a villa Feneryolu, Istanbul.
Selaheddin era un principe dotato, ma i quasi trent'anni di prigionia lo avevano logorato mentalmente e fisicamente ed era invecchiato precocemente. Inoltre, con il Sultanato sempre più fragile, si ritrovò anche in difficoltà economiche, malgrado la rendita assegnatagli durante la seconda era costituzionale.
Morì il 29 aprile 1915 e venne sepolto nel mausoleo Şehzade Ahmed Kemaleddin, nel cimitero Yahya Efendi.

## Famiglia
Mentre alle figlie di Murad V fu concesso sposarsi solo a condizione di non tornare mai più a Palazzo di Çırağan, e quindi di non rivedere più la loro famiglia, a Şehzade Selaheddin fu concesso tenere un proprio harem all'interno del Palazzo.

### Consorti
Şehzade Mehmed Selaheddin ebbe sette consorti:
- Dilaru Dilaviz Hanim. Di origini georgiane o laz, nacque a Batumi ma crebbe a Istanbul, essendo stata adottata a due anni da una famiglia ottomana. Viaggiò molti anni in Albania, Siria e Georgia e nel 1874, tornata a Istanbul, entrò a servizio di Seniha Sultan, sorellastra di Murad V. Quando Murad V salì al trono, venne presentata a corte con altre nove ragazze e infine scelta come consorte per Selaheddin. Si sposarono il 13 marzo 1877. Due anni dopo si ammalò di tubercolosi e fu isolata nel Padiglione Malta di Palazzo Yıldız, dove morì il 29 giugno 1880. Venne sepolta nel cimitero Yahya Efendi. Da lei ebbe una figlia:
  - Ayşe Beyhan Sultan (n.1878)
- Tevhide Zatıgül Hanım. Georgiana, nata a Batumi il 25 gennaio 1864. Il suo nome originale era Gülsen e aveva tre fratelli, Hüseyin Bey, Ömer Bey e Şehabeddin Bey, e una sorella di nome Nasibe Hasibe Hanım. Entrò a palazzo di Çırağan intorno al 1877 come Kalfa (serva) e, dopo essere stata notata da Selaheddin, si sposarono il 3 dicembre 1878. Morì a Palazzo di Çırağan l'8 aprile 1896 e venne sepolta nel cimitero Yahya Efendi. Da lei ebbe un figlio e quattro figlie:
  - Celile Sultan (n.1882)
  - Rukiye Sultan (n.1885)
  - Adile Sultan (n.1887)
  - Şehzade Mehmed (n.1889)
  - Emine Atiye Sultan (n.1891)
- Zeliha Vasfıcihan Hanım. Era a servizio di Seniha Sultan e all'ascesa al trono di Murad fu data a sua madre Şevkefza Sultan. Infine sposò Selaheddin nel febbraio 1879. Divorziarono nel 1882 e Vasfıcihan si trasferì a Palazzo Yıldız e poi a Medina, con una rendita di 500 piastre. Dopo che la rendita smise di arrivare diventò sarta. Andò quindi a Hejaz e tornò a Istanbul nel 1909, dove morì. Da lei ebbe un figlio:
  - Şehzade Mehmed Livaeddin (n.1880)
- Naziknaz Hanım. Nata nel 1860, morì a Nizza nel 1928. Da lei ebbe un figlio e due figlie:
  - Behiye Sultan (n.1881)
  - Şehzade Ahmed Nihad (n.1883)
  - Behice Sultan (n.1887)
- Gülter Hanim. Nata nel 1867, morì a Palazzo di Çırağan il 17 febbraio 1885 e venne sepolta nel cimitero Yahya Efendi. Da lei ebbe una figlia:
  - Safiye Sultan (n.1887)
- Jalefer Hanım. Circassa, nata il 19 agosto 1872 a Kars. Si sposarono nel 1891. Morì il 7 aprile 1937 a Istanbul. Da lei ebbe un figlio:
  - Şehzade Osman Füad (n.1895)
- Cemile Dilberistan Hanım. Nata nel 1880. Nel 1934 al varo della legge sul cognome prese nome Cemile Dilberistân Hakgil. Morì a Istanbul il 12 gennaio 1966. Da lei ebbe due figli:
  - Şehzade Mehmed Nijad Nejad (n.1896)
  - Şehzade Mehmed Namik Vamik (n.1898)

### Figli
Şehzade Mehmed Selaheddin ebbe otto figli:
- Şehzade Mehmed Livaeddin (25 giugno 1880 - 1 agosto 1882) - con Zeliha Vasfıcihan Hanım. Nato e morto a Palazzo di Çırağan.
- Şehzade Ahmed Nihad (6 luglio 1883 - 4 giugno 1954) - con Naziknaz Hanim. Ebbe tre consorti e un figlio. 38° Capo della Casa Imperiale di Osman.
- Şehzade Osman Füad (25 febbraio 1885 - 22 maggio 1973) - con Jalefer Hanim. 39° Capo della Casa Imperiale di Osman.
- Şehzade Mehmed (23 marzo 1889 - 23 marzo 1889) - con Tevhide Zatigül Hanim. Nato e morto a Palazzo di Çırağan.
- Şehzade Mehmed (2 marzo 1891 - 2 marzo 1891) - maternità sconosciuta. Nato e morto a Palazzo di Çırağan.
- Şehzade Mehmed Nijad Nejad (3 marzo 1896 - 3 marzo 1896) - con Cemile Dilberistân Hanim. Nato e morto a Palazzo di Çırağan.
- Şehzade Mehmed Namik Vamik (24 giugno 1898 - 18 settembre 1899) - con Cemile Dilberistân Hanim. Nato e morto a Palazzo di Çırağan.
- Şehzade Nureddin (? - ?) - maternità sconosciuta. Nato morto a Palazzo di Çırağan.

### Figlie
Şehzade Mehmed Selaheddin ebbe otto figlie:
- Ayşe Beyhan Sultan (17 luglio 1878 - 17 dicembre 1878) - con Dilaviz Hanim. Nata e morta a Palazzo di Çırağan.
- Behiye Sultan (29 settembre 1881 - 5 marzo 1948) - con Naziknaz Hanim. Sposata una volta senza figli.
- Celile Sultan (5 marzo 1882 - 24 novembre 1899) - con Tevhide Zatigül Hanim. Nata a Palazzo di Çırağan, suo nonno Murad V compose una polka in suo onore. Morta di tifo a Palazzo di Çırağan, sepolta nel cimitero Yahya Efendi.
- Rukiye Sultan (1 giugno 1885 - 16 giugno 1971) - con Tevhide Zatigül Hanim. Nata a Palazzo di Çırağan. Il 17 febbraio 1910 a Palazzo Ortaköy sposò Şerif Mehmed Abdülmecid Haydar Bey, consumato nell'aprile 1913 a Palazzo Göztepe. Non ebbe figli. Morì a Istanbul e venne sepolta nel cimitero Zincirlikuyu.
- Adile Sultan (10 febbraio 1887 - 6 dicembre 1973) - con Tevhide Zatigül Hanim. Sposata due volte, ebbe una figlia.
- Safiye Sultan (30 giugno 1887 - 20 febbraio 1911) - con Güliter Hanim. Nata a Palazzo di Çırağan. Morta di tubercolosi a Palazzo Feneryolu, sepolta nel cimitero Yahya Efendi.
- Behice Sultan (26 settembre 1887 - 26 settembre 1887) - con Naziknaz Hanim. Nata e morta a Palazzo di Çırağan.
- Emine Atiye Sultan (4 dicembre 1891 - 10 ottobre 1978) - con Tevhide Zatigül Hanim. Nata a Palazzo di Çırağan. Sposò il 24 settembre 1914 a Palazzo Erenköy Osman Hami Bey, senza figli. Morta a Istanbul, sepolta nella türbe Mahmud II.

## Onorificenze
Şehzade Selaheddin venne insignito delle seguenti onorificenze:
- Ordine della Casa di Osman, ingioiellato
- Ordine della gloria, ingioiellato
- Ordine di distinzione, ingioiellato
- Ordine di Osmanieh, ingioiellato
- Ordine dei Medjidie, ingioiellato

## Cultura popolare
- Selaheddin è un personaggio del romanzo storico di Ayşe Osmanoğlu The Gilded Cage on the Bosphorus (2020)[26].